# أزياء إيطالية

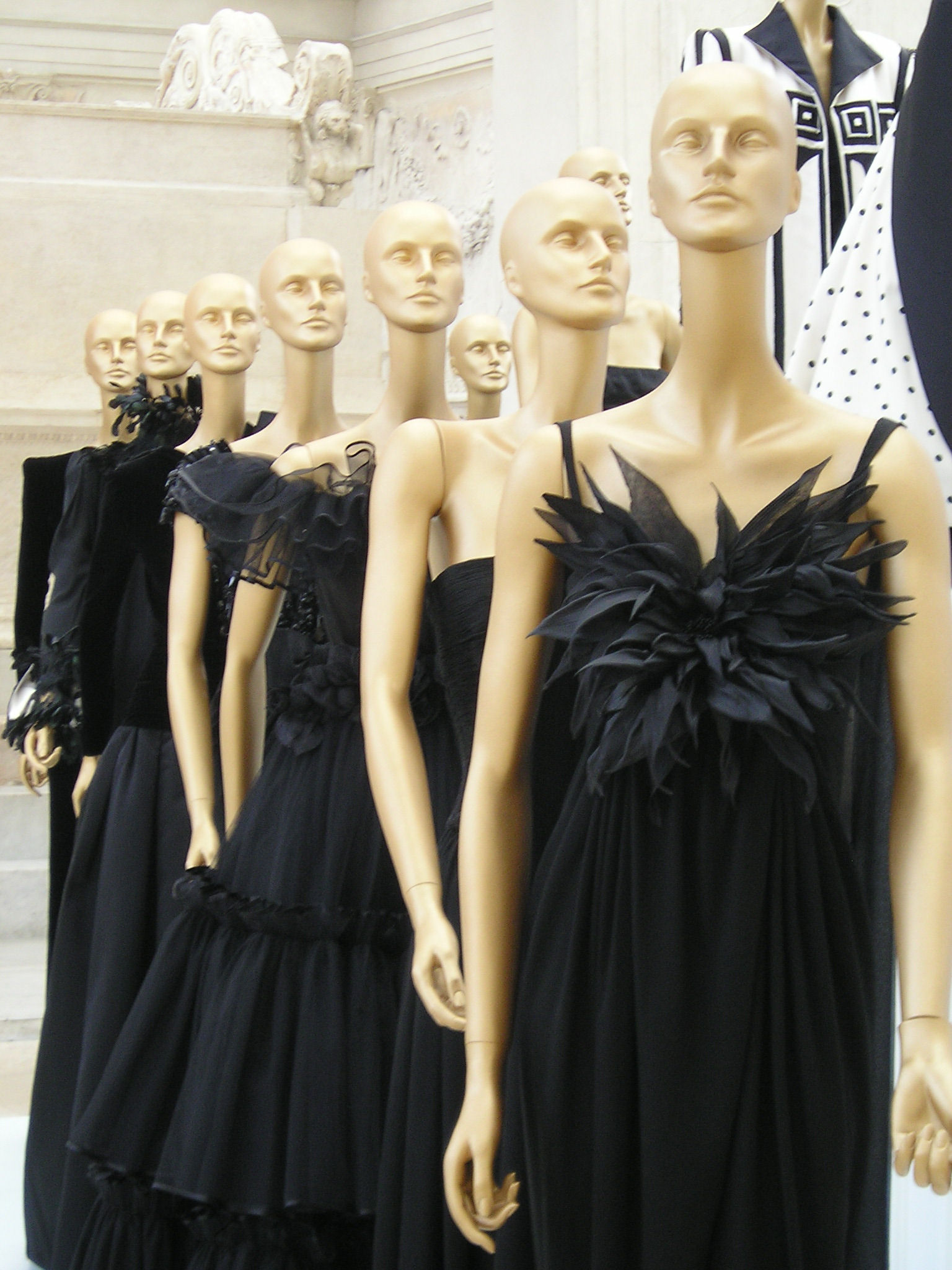
أزياء فالنتينو.

تعد الأزياء الإيطالية من بين أشهر تصاميم الأزياء في العالم مثل تلك التي في فرنسا والولايات المتحدة وبريطانيا واليابان. كانت الأزياء دائماً جزءاً هاماً من ثقافة إيطاليا ومجتمعها حيث يعرف الإيطاليون جيداً بمراعاتهم لحسن المظهر «لا بيلا فيغورا» مما يترك انطباعا جيداً ولا تزال أمراً تقليدياً في طريقة المعيشة الإيطالية.
بدأت التصاميم الإيطالية لتصبح واحدة من أهم بلدان صناعة الأزياء الموضة في أوروبا ما بين القرن الحادي عشر والسادس عشر إلى يومنا هذا، عندما ازدهرت التنمية الفنية في إيطاليا وكانت في ذروته. بدأت مدن مثل البندقية وميلانو وفلورنسا وفيتشنزا لإنتاج السلع الفاخرة، والقبعات، ومستحضرات التجميل والمجوهرات والأقمشة الغالية. خلال القرنين السابع عشر وأوائل القرن العشرين والأزياء الإيطالية فقدت أهميتها، واتجاهاتها الرئيسية في أوروبا وأصبحت فرنسا المنافس الأقوى لتحظى بشعبية كبيرة، بدأت لتكون مصممة لرجال الحاشية للملك لويس الرابع عشر، ولكن على أي حال ومنذ الأمسيات التي عقدتها أزياء جيوفاني باتيستا جورجيني في فلورنسا ما بين 1951-1953, بدأت «المدرسة الإيطالية» للتنافس مع الموضة الفرنسية مثل غوتشي وفيراغامو الذي بدأ يتعامل مع شانيل وكريستيان ديور. في عام 2009، ووفقا لمرصد اللغة العالمي، فقد تربعت مدينة ميلانو كعاصمة للأزياءالأولى في العالم، واحتلت روما المركز الرابع. في عام 2011 دخلت فلورنسا في الخط واحتلت المركز الحادي والثلاثين على العالم. ولكن عموما تعتبر مدينة ميلانو من «الاربعة الكبار» من عواصم الموضة العالمية، وأقوى خمسة مدن تتألف من نيويورك باريس، ومدينة لندن، في بعض الأحيان، وتشمل أيضا روما.
وهناك أيضا الكثير من كبرى بيوت الأزياء الإيطالي مثل: غوتشي، أرماني، برادا، دولتشي أند جابانا، فيراغامو، روبرتو كافالي، فيرساتشي، ماكس مارا، فندي، موسكينو، ميسوني، بينيتون، على سبيل المثال لا الحصر. وإيطاليا هي أيضا موطن لكثير من مجلات الموضة، أشهرها،فوغ،.وأيضا هناك الشركات التي تختص بصناعة المجوهرات وملحقاتها مثل لوكسوتيكا وبولغاري وهي من بين أهم الشركات في العالم.

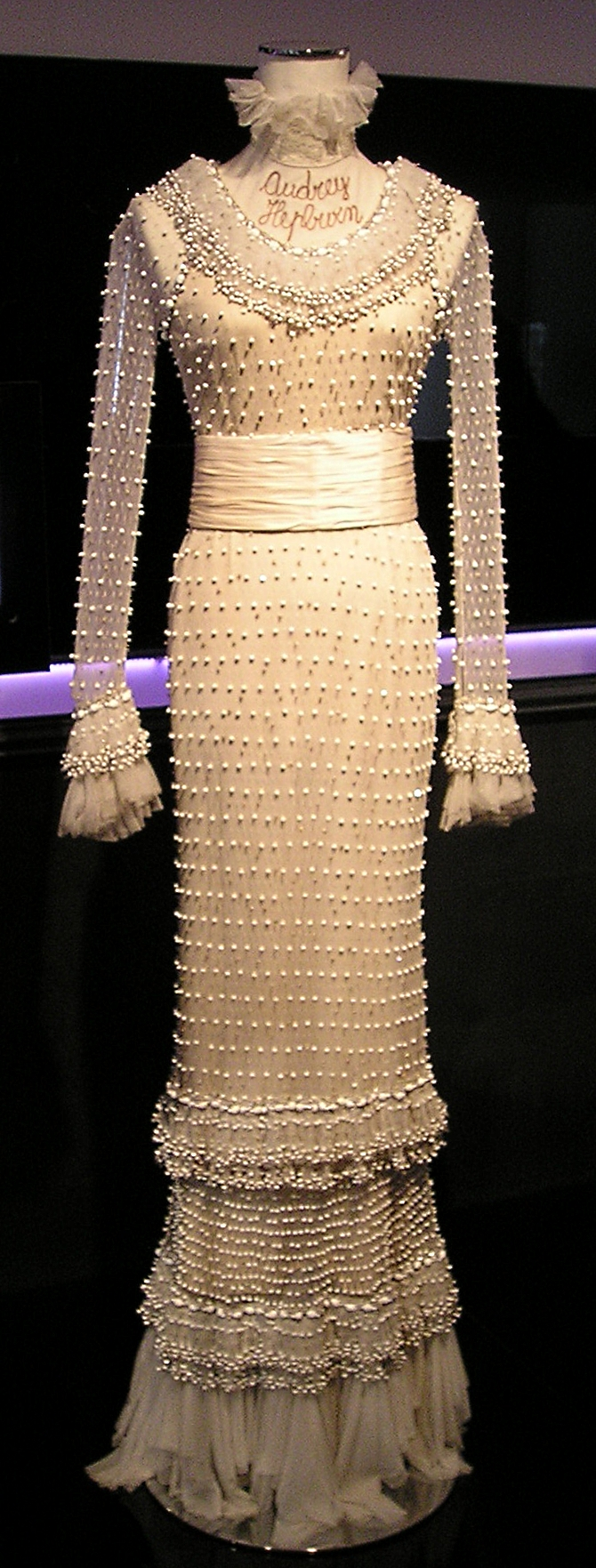
فستان من تصميم فالنتينو للفنانة أودري هيبورن

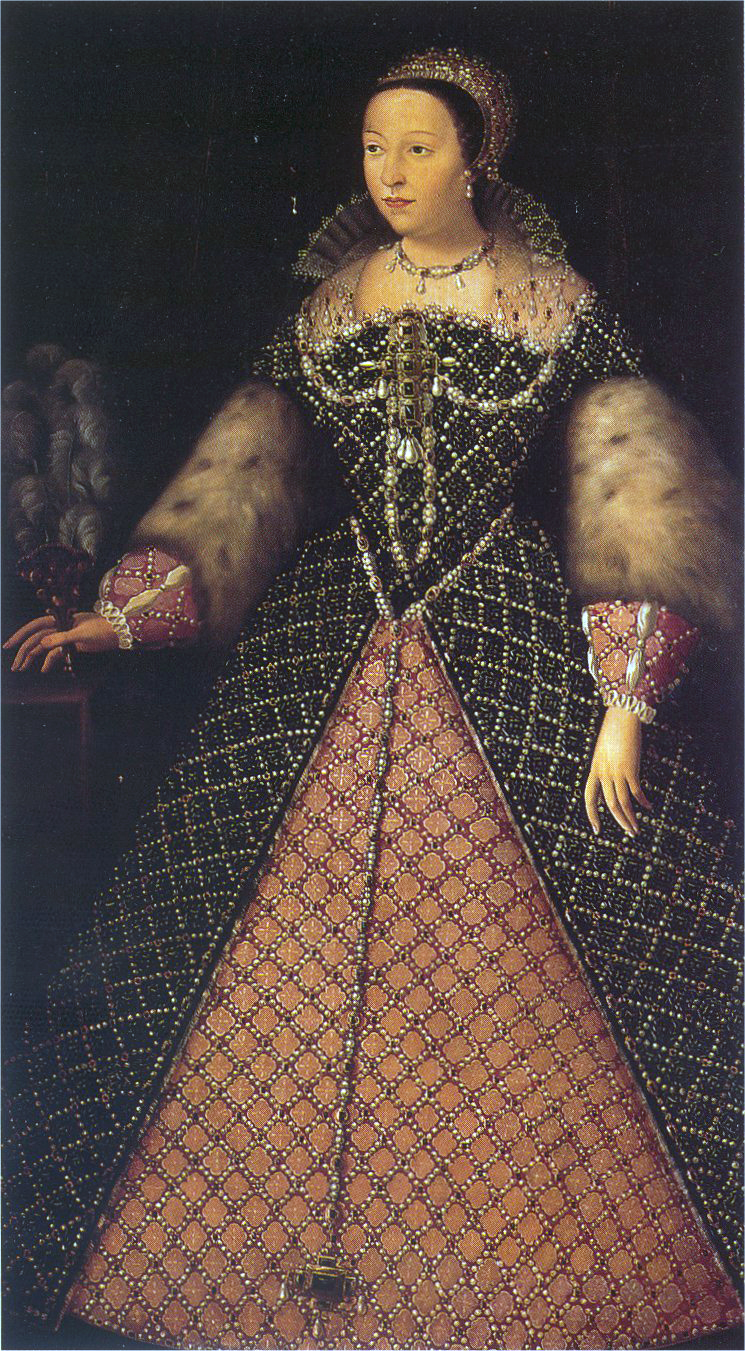
كانت كاترين دي ميديشي ملكة فرنسا من السباقات في عالم الأزياء في البلاط الملكي

## التاريخ
بدأت الموضة في إيطاليا لتصبح أكثر من المألوف في أوروبا منذ القرن الحادي عشر ومن المدن القوية في ذلك الوقت، مثل البندقية وفلورنسا وروما وفيتشنزا بدأت لإنتاج العباءات والمجوهرات والمنسوجات والأحذية والأقمشة والحلي وتفصيل الفساتين. بلغت الموضة والأزياء الإيطالية ذروتها خلال عصر النهضة، كما هو معترف بها على نطاق واسع بأن إيطاليا هي مهد عصر النهضة، وأيضا الفن والموسيقى والتعليم والمالية والفلسفة، وإلى جانب ذلك، أصبحت تصاميم الأزياء الإيطالية تحظى بشعبية هائلة (وخصوصا تلك التي كانت ترتديها عائلة ميديشي في فلورنسا. واعتبرت كاترين دي ميديشي ملكة فرنسا، من بين أكثر محبي الموضة في أوروبا.
بعد التراجع الحاد في صناعة الأزياء ما بين القرن السابع عشر وحتى منتصف القرن العشرين، رجعت الدولة لتكون الرائدة في عالم الموضة، وأصبحت فلورنسا العاصمة الإيطالية للأزياء في الخمسينات والستينات من القرن العشرين بينما ظهرت مدينة ميلانو في النهوض والتنافس أيضا في السبعينات والثمانينات مع بزوغ ركات جديدة مثل فيرساتشي وأرماني ودولتشي أند جابانا. لغاية السبعينات كانت الأزياء تصمم للأغنياء والمشاهير، ومع ذلك، بدأت الموضة الإيطالية للتركيز على الملابس الجاهزة، مثل الجينز، البلوزات والتنانير القصيرة. وأصبحت ميلانو أكثر الأماكن ارتيادا للمتسوقين لأسعارها المعقولة التي تناسب الجميع، وأطيحت فلورنسا من مكانتها باعتبارها عاصمة الموضة الإيطالية.
اليوم، ميلانو وروما هما عاصمتا الموضة في إيطاليا ومن المراكز الدولية الكبرى لتصميم الأزياء، وتتنافس مع مدن أخرى مثل طوكيو ولوس انجليس ولندن وباريس ونيويورك. أيضا هناك مدن أخرى مثل البندقية، فلورنسا، نابولي، فيتشنزا وبولونيا وجنوى وتورينو هي مراكز مهمة. مناطق البلاد للتسوق الرئيسية هي فيا مونتينابوليوني وغاليريا فيتوريو ايمانويل في ميلانو وفيا دي كودوتي في روما، فيا دي تورنابووني في فلورنسا.

## المدن
تهيمن الأزياء الإيطالية في ميلانو وروما، وإلى حد أقل، فلورنسا، حيث تم تضمين المدينتين من كبرى عواصم الموضة في العالم. ومع ذلك، هنالك العديد من المدن الأخرى التي تلعب دورا هاما في الأزياء الإيطالية.

### ميلانو
في عام 2009، كانت ميلانو تعتبر عاصمة الموضة في العالم، متجاوزة حتى نيويورك وباريس وروما ولندن. معظم ماركات الأزياء الإيطالية الرئيسية هي فالنتينو، غوتشي، فيرساتشي، برادا وأرماني ودولتشي آند جابانا.

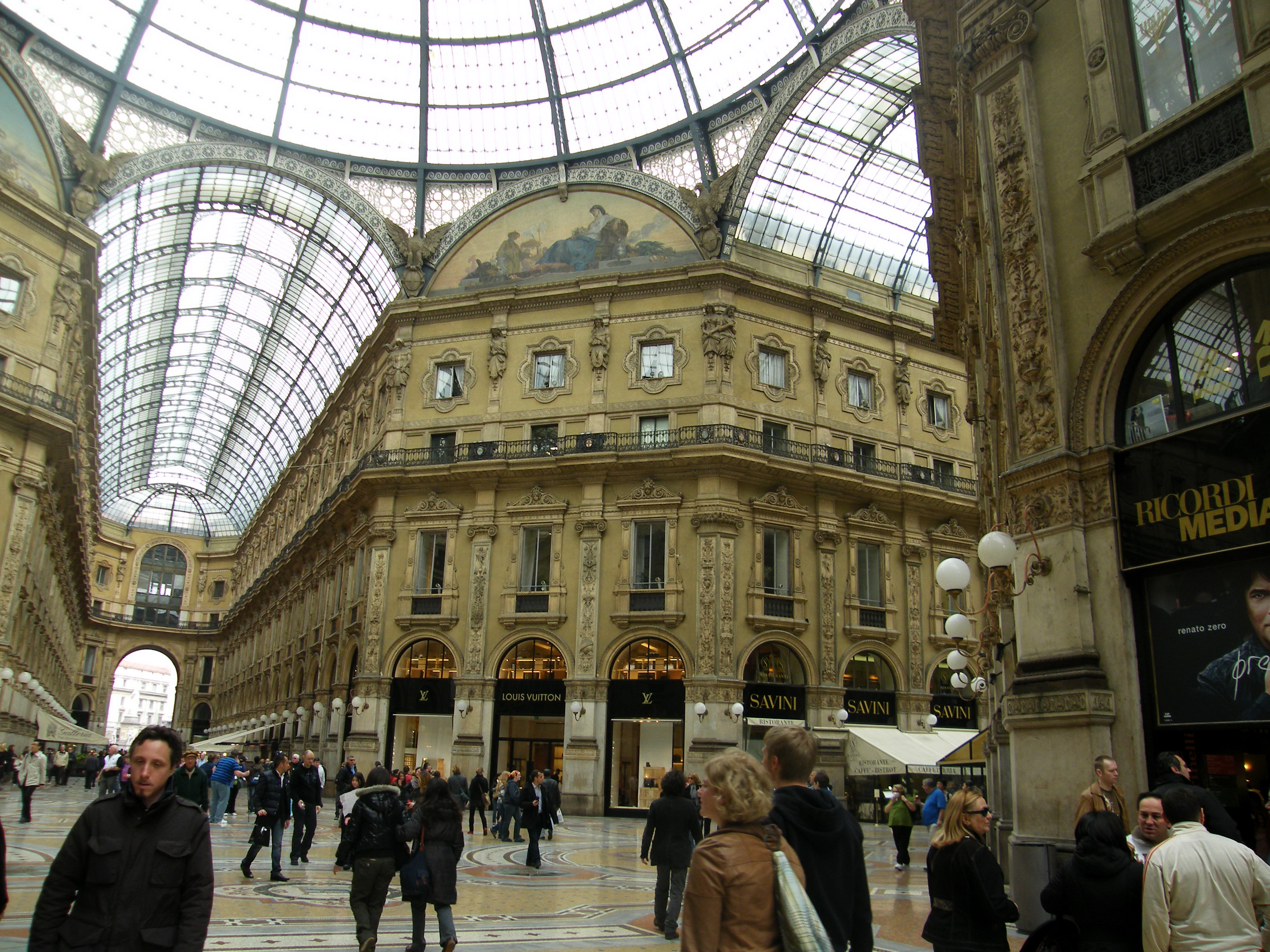
غاليريا فيتوريو ايمانويل الثاني إحدى أكثر الأماكن جذبا للتسوق

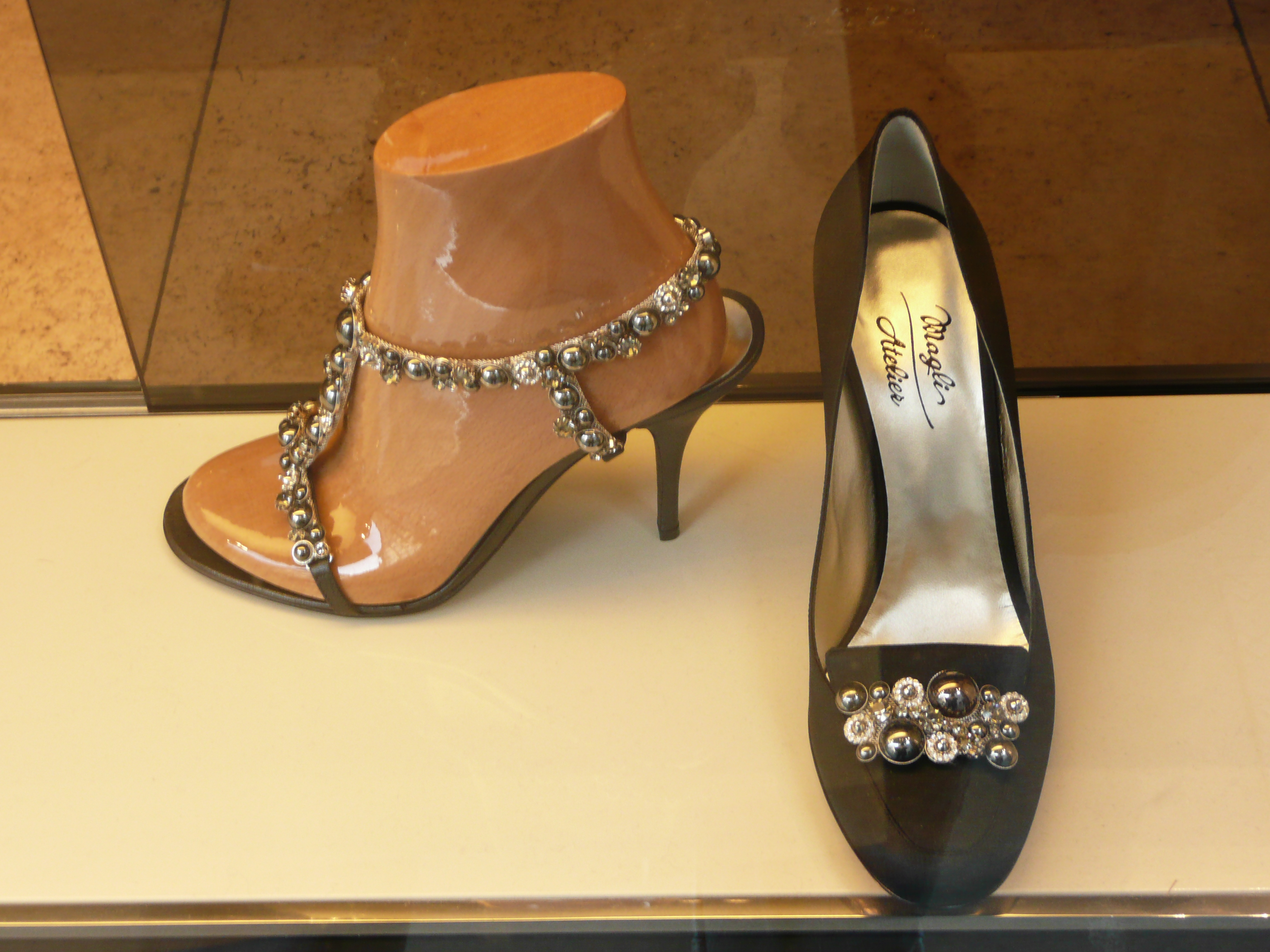
بعض الأحذية الأنيقة في أحد المتاجر المرموقة في ميلانو

العديد من التسميات والعلامات العالمية تعمل أيضا في ميلانو، بما في ذلك المتجر الرئيسي ويدعىأبركرومبي وفيتش' الذي أصبح نقطة جذب رئيسية للمستهلك. ميلانو أيضا تستضيف أسبوعا للموضة مرتين في السنة، تماما مثل مراكز دولية أخرى، مثل باريس ولندن وطوكيو ونيويورك ولوس انجليس وروما. الحي الرئيسي وحي الموضة الراقي هو «كوادريلاتيرو ديلا مودا» في ميلانو والتي تسمى الموضة الرباعية، حيث تقام في أرقى شوارع المدينة مثل (فيا مونتينابوليوني، فيا ديلا سبيجا، فيا سان أندريا، فيا مانزوني وكورسو فينيسيا). وغاليريا فيتوريو ايمانويل الثاني. ساحة ديل دومو، فيا دانتي وكورسو بوينس آيرس وغيرها من الشوارع والساحات الهامة للتسوق. حتى أن ماريو برادا مؤسس برادا ولد هنا، مما ساعدها على زراعة مكانتها بوصفها عاصمة الموضة العالمية.